# Hermann Hülser
Hermann Hülser (* 8. Juli 1888 in Viersen; † 19. Dezember 1973 ebenda) war ein deutscher Politiker und Oberbürgermeister von Viersen.

## Leben
Egidius Hermann Hülser begann nach der Mittleren Reife am Viersener Gymnasium eine Ausbildung bei der Post. Wegen seiner Kenntnisse auf dem Gebiet der Telegraphie leistete er während des Ersten Weltkriegs seinen Militärdienst bei der Nachrichtentruppe. Nach dem Krieg kämpfte er in einem Freikorps in Ostpreußen. Wieder in Viersen als Telegrapheninspektor tätig, heiratete er 1921 Johanna Peters und wechselte 1924 zur Firma Joh. Peters, wo er den Auf- und Ausbau des Großhandelsgeschäfts vorantrieb. Während des Zweiten Weltkriegs war er Kommandant der Feldnachrichtenkommandantur in Nancy. Aus Altersgründen nahm er 1942 im Range eines Majors seinen Abschied, kehrte nach Viersen zurück und wurde Leiter der Feuerwehr. Nach dem Einmarsch der Amerikaner wurde er von der Militärregierung mit der Leitung der Militärregierungspolizei beauftragt. Dieses Amt führte er bis Ende 1945 aus. Er war Mitbegründer der Viersener CDU und wurde 1946 zum Oberbürgermeister gewählt.

## Tätigkeiten und Verdienste
Ab 1947 war Hülser Abgeordneter der CDU im nordrhein-westfälischen Landtag; dort befasste er sich als Feuerwehrspezialist mit dem Aufbau und der Konzentration der Feuerwehr in Nordrhein-Westfalen. Gleichzeitig war er Vizepräsident der Handelskammer Mönchengladbach. Er baute den rheinisch-westfälischen Farben- und Lackverband mit auf, war Handelsrichter am Landgericht Mönchengladbach, ab 1954 mehrere Jahre als
Diözesanbundesmeister in der Katholischen Bruderschaftsbewegung tätig und wurde 1956 zum ersten Vorsitzenden des Vereins für Heimatpflege gewählt.
Hülser war im Aufsichtsrat der Kreisbau- und der Viersener Aktienbaugesellschaft und führte den Vorsitz beim Kuratorium des Allgemeinen Krankenhauses. Nach fünf Wahlperioden als Landtagsabgeordneter und sechsmaliger Wiederwahl als Oberbürgermeister zog er sich ab 1966 aus dem öffentlichen Leben zurück. Hülser war wegen seiner Volkstümlichkeit und seiner Leistungen in Viersen beliebt. Er starb 1973 im Alter von 85 Jahren.

## Auszeichnungen
- Eisernes Kreuz (Erster Weltkrieg und Zweiter Weltkrieg)
- Träger des Großen Verdienstkreuzes des Verdienstordens der Bundesrepublik Deutschland
- Ritter des Ordens vom Heiligen Grabe zu Jerusalem
- Ritter des Ordens des Heiligen Gregor des Großen
- Ehrenpräsident des Deutschen Feuerwehrverbandes
- Träger des Ehrenringes der Stadt Viersen
- Doktortitel der Dülkener Narrenakademie
- Straßenbenennung: der Platz vor der Festhalle heißt Hermann-Hülser-Platz (1974)[1]
- Ehrenbürger der Stadt Viersen (1963)